# Kljazma

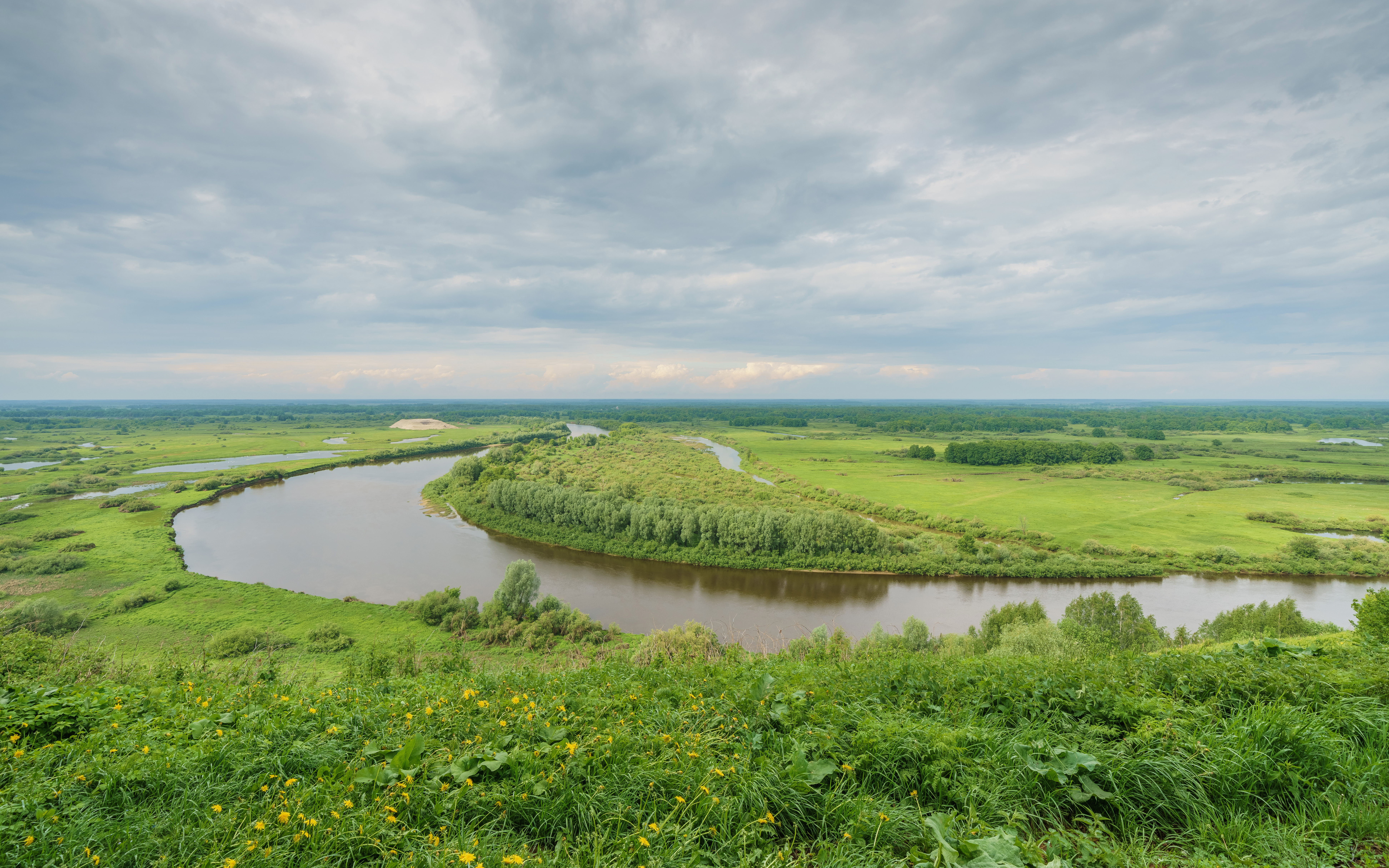

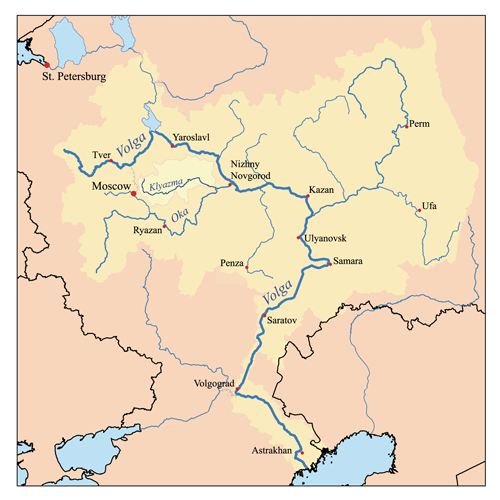
Karta över Volgas avrinningsområdet med Kljazma utsatt.

Kljazma (ryska: Клязьма) är en flod i Moskva, Nizjnij Novgorod och Vladimir oblast i Ryssland. Den är en vänsterbiflod till Oka, som senare mynnar i Volga. Kljazma är 686 kilometer lång och har ett avrinningsområde på 42 500 km². Floden fryser till i november och förblir isbelagd till mitten av april. Kljazma är farbar på de nedersta 120 kilometerna från mynningen samt på Kljazmareservoaren. 

## Bifloder
- Utja
- Vorja
- Kirzjatj
- Peksja
- Nerl
- Uvod
- Teza
- Luch
- Sudogda
- Suvorosjtj

## Städer längs Kljazma
- Gorochovets
- Mendelejevo
- Pavlovskij Posad
- Vladimir
- Kovrov
- Sjtjolkovo
- Losino-Petrovskij
- Noginsk
- Orechovo-Zujevo
- Sobinka
- Vjazniki